# Seni aortici
I seni aortici (chiamati anche seni di Valsalva) denotano le piccole sacche (o cavità) formate dalle semilune della valvola aortica del cuore umano.
La loro funzione si esplica quando, al termine della sistole, il sangue espulso tende a rifluire nel ventricolo sinistro, dunque i seni gonfiandosi come paracadute, chiudono la valvola aortica, impedendo il reflusso sanguigno.
Ci sono generalmente tre seni aortici, sinistro, destro e posteriore:
- Il seno aortico di sinistra dà origine all'arteria coronaria sinistra.
- Dal seno aortico destro si diparte l'arteria coronaria destra.
- Di solito, non originano arterie dal seno aortico posteriore.